# Mimosin
Mimosin (3-hidroksi-4-okso-1(4H)-piridinealanin, leucenol, β-3-hidroksi-4 piridon aminokiselina) je alkaloid. On je toksična neproteinska slobodna aminokiselina, koja je hemijski slična sa tirozinom. Ovaj materijal je prvi put izolovan iz Mimosa pudica.

## Spoljašnje veze
|  | Molimo Vas, obratite pažnju na važno upozorenje u vezi sa temama iz oblasti medicine (zdravlja). |